# Limoges HB
Limoges Handball (Limoges HB, förkortat LH), tidigare Limoges Hand 87 (2006–2020), är en fransk handbollsklubb från Limoges i departementet Haute-Vienne, bildad 2005.
Laget har spelat i Starligue sedan 2020.